# NGC 1342
NGC 1342 bezeichnet einen offenen Sternhaufen im Sternbild Perseus und ist rund 2200 Lichtjahre von der Sonne entfernt. Er beinhaltet etwa 60 Mitgliedssterne, sein Alter wird auf 450 Mio. Jahre geschätzt.
NGC 1342 hat wegen seines Aussehens, das an das Sternbild Skorpion erinnert, auch den Namen Kleiner Skorpion. Der offene Sternhaufen NGC 1342 wurde am 28. Dezember 1799 von dem deutsch-britischen Astronomen Friedrich Wilhelm Herschel entdeckt.